# Pirula Panda
A Pirula Panda (eredeti cím: Turning Red) egy 2022-es amerikai 3D-s számítógépes animációs filmvígjáték, amelyet Domee Shi írt és rendezett.
Producere Lindsey Collins. A Walt Disney Pictures és a Pixar Animation Studios gyártásában készült, forgalmazója a Walt Disney Studios Motion Pictures.
Az Amerikai Egyesült Államokban 2022. március 11-én, míg Magyarországon 2022. március 10-én mutatták be a mozikban.

## Cselekmény
|  | Alább a cselekmény részletei következnek! |

2002-ben Meilin „Mei” Lee egy 13 éves kínai–kanadai lány, Torontóban él. Segít gondozni a család ősének, Sun Yee-nek szentelt templomát, és azon dolgozik, hogy szigorú, túlzottan védelmező édesanyja, Ming büszke legyen. Mei eltitkolja személyes érdeklődését édesanyja elől, például azt, hogy legjobb barátaival, Miriam-mel, Priya-val és Abby-vel nagy rajongója a 4*TOWN fiúbandának.
Egy éjszakai vihar után azonban arra ébred, hogy egy nagy vörös pandává vált. Eleinte titkolja, ám az iskolában egyszer az anyja meglátja, hogy átalakult a lánya. Elmagyarázza neki, hogy ez családi örökség, és vörös hold idején végleg eltudják tüntetni a pandát a lányból. A barátaival rájön, hogy 4*TOWN koncertre szerezhetnek jegyet, hogyha az iskolájukban néhányszor átalakul pandává. Végül megvan már 700 dollár, mindössze már csak egy szülinapra kell elmenniük, és pandázni egy kicsit.
A dolgok azonban rosszra fordulnak, amikor kiderül, hogy a 4*TOWN koncert május 25-én lesz, vörösholdkor és Mei annyira felidegesíti magát, hogy rátámad a szülinaposra. Mei anyja megtiltja neki a koncertet (amire amúgyis titokban ment volna). Eljön május 25., de a szertartás közben Mei elmegy a koncertre, ahová pandává változott anyja is utánamegy. Az ámokfutást sikerül megállítani, és Mei szülei inkább abbahagyják a szertartást, így Mei és anyja akkor változnak át, amikor csak akarnak.

## Szereplők
| Szerep           | Eredeti hang          | Magyar hang         | Leírás                                                                         |
| ---------------- | --------------------- | ------------------- | ------------------------------------------------------------------------------ |
| Meilin „Mei” Lee | Rosalie Chiang        | Rácz Hajna          | 13 éves kínai–kanadai lány, aki erős érzelmek hatására vörös pandává változik. |
| Ming             | Sandra Oh             | Horváth Lili        | Mei anyja.                                                                     |
| Miriam           | Ava Morse             | Engel-Iván Lili     | Mei barátnői.                                                                  |
| Priya            | Maitreyi Ramakrishnan | Ruszkai Szonja      | Mei barátnői.                                                                  |
| Abby             | Hyein Park            | Hegedűs Johanna     | Mei barátnői.                                                                  |
| Jin Lee          | Orion Lee             | Fesztbaum Béla      | Mei apja.                                                                      |
| Wu Lee           | Wai Ching Ho          | Menszátor Magdolna  | Mei nagymamája.                                                                |
| Mr. Gao          | James Hong            | Botár Endre         |                                                                                |
| Tyler            | Tristan Allerick Chen | Vida Bálint         | Mei barátja.                                                                   |
| Devon            | Addie Chandler        | Berecz Kristóf Uwe  | Mei titkos szerelme.                                                           |
| Mr. Kielowski    | Sasha Roiz            | Király Adrián       |                                                                                |
| Helen            | Sherry Cola           | Ligeti Kovács Judit |                                                                                |
| Chen Lee         | Lori Tan Chinn        | Solecki Janka       | Mei nagynénjei.                                                                |
| Ping Lee         | Lillian Lim           | Kiss Eszter         | Mei nagynénjei.                                                                |
| Lily             | Mia Tagano            | Mezei Kitty         |                                                                                |
| Robaire          | Jordan Fisher         | Czető Roland        | A 4*TOWN fiúbanda.                                                             |
| Aaron T.         | Topher Ngo            | Baráth István       | A 4*TOWN fiúbanda.                                                             |
| Jesse            | Finneas O’Connell     | Czupi Áron          | A 4*TOWN fiúbanda.                                                             |
| Tae Young        | Grayson Villanueva    | Czető Ádám          | A 4*TOWN fiúbanda.                                                             |
| Mrs. Gao         | N/A                   | Bókai Mária         |                                                                                |
| Tyler anyukája   | N/A                   | Sági Tímea          | Tyler anyukája.                                                                |
| Tyler apukája    | N/A                   | Posta Victor        | Tyler apukája.                                                                 |

### Magyar változat
- Magyar szöveg: Blahut Viktor
- Magyar dalszöveg: Nádasi Veronika
- Hangmérnök: Kránitz Lajos András
- Vágó: Kránitz Bence
- Gyártásvezető: Bogdán Anikó
- Zenei rendező: Posta Victor
- Szinkronrendező: Dobay Brigitta
- Produkciós vezető: Máhr Rita

A szinkron a Disney Character Voices International megbízásából az SDI-ben készült el.

## A film készítése
2018. május 8-án jelentették be, hogy Domee Shi, aki ugyanebben az évben írta és rendezte a Bao című Pixar rövidfilmet, teljes hosszúságú játékfilmet írt és rendezett a stúdióban, ezzel ő lett az első ázsiai nő, aki a Pixar számára rendezett filmet. Shi 2018. november 26-án megerősítette, hogy egy filmen dolgozik a stúdióban. Shi azt is elmondta, hogy a film a fejlesztés korai szakaszában volt, a történeten még dolgoztak, és hogy „[nagyon izgatott] ebben az új, 90 perces filmformátumban játszani”. Shi 2019. január 1-jén azt mondta, hogy várakozásai szerint a film „szórakoztató és érzelmes” lesz. 2020. december 9-én Shi bejelentette, hogy a film címe Turning Red lesz. A film Torontóban, Kanadában, a korai 2000-es években játszódik, amelyről a bemutató trailerben lévő húsvéti tojások sorozata tesz tanúbizonyságot, valamint 2021 februárjában a látványtervező által is megerősítésre került.

## Kiadás
A Turning Red-et a tervezettek szerint 2022. március 11-én adták ki az Egyesült Államokban a Walt Disney Studios Motion Pictures által. 2021. június 17-én egy Pixar bennfentes megerősítette, hogy a film mozis megjelenést fog kapni, miután mind a Lelki ismereteket (2020), mind a Lucát (2021) átütemezték, hogy közvetlen digitális kiadást kapjanak a Disney+-on a Covid19-pandémiára válaszul.

## Fordítás
Ez a szócikk részben vagy egészben  a   Turning Red című angol Wikipédia-szócikk ezen változatának fordításán alapul.  Az eredeti cikk szerkesztőit annak laptörténete sorolja fel. Ez a jelzés csupán a megfogalmazás eredetét és a szerzői jogokat jelzi, nem szolgál a cikkben szereplő információk forrásmegjelöléseként.